# Asketanthera
Asketanthera é um género botânico pertencente à família Apocynaceae.